# Сборная Гуама по мини-футболу
Сборная Гуама по мини-футболу — национальная команда по мини-футболу, представляющая Гуам в международных соревнованиях. Управляется Футбольной ассоциацией Гуама.

## История
Сборная Гуама никогда не участвовала в чемпионатах мира по мини-футболу, хотя претендовала на выступление в турнире 2004 года, но не сумела пройти квалификацию.
В 2004 году гуамцы впервые сыграли на чемпионате Азии в Макао. На групповом этапе они проиграли все матчи — Таиланду (0:21), Малайзии (0:15) и Китаю (1:27), заняв последнее место.
В 2005 году сборная Гуама снова выступала на чемпионате Азии во Вьетнаме и также не сумела выиграть ни одного матча в группе, потерпев поражения от Японии (0:18), Индонезии (2:15) и Малайзии (0:10). В утешительном турнире Гуам уступил Палестине (0:14), Катару (4:14) и Туркменистану (1:8).
В 2007 году гуамские мини-футболисты на чемпионате Азии на Тайване и в Японии также проиграли все матчи группового этапа — Ираку (0:19), Индонезии (2:21) и Южной Корее (2:25).
В 2009 году сборная Гуама участвовала в чемпионате Восточной Азии. На групповом этапе гуамцы проиграли Китаю (0:23) и Южной Корее (1:26), а в классификационном турнире аутсайдеров уступили Макао (2:8) и Гонконгу (2:11).

## Результаты выступлений

### Чемпионат Азии
- 2004 — групповой этап
- 2005 — групповой этап
- 2007 — групповой этап

### Чемпионат Восточной Азии
- 2009 — групповой этап